# Agnès Tilney
 (mai 2023).
Pour les articles homonymes, voir Tilney.
Agnès Howard, née Tilney (1477 ou avant – peu avant 31 mai 1545), est la seconde épouse de Thomas Howard, 2e duc de Norfolk, et la grand-mère par alliance de deux épouses d'Henri VIII d'Angleterre, Anne Boleyn et Catherine Howard. Agnès est par conséquent l'arrière-grand-mère par alliance de la reine Élisabeth Ire, fille d'Anne Boleyn.

## Jeunesse et montée de son époux au pouvoir
Agnès était issue de la basse aristocratie par son père, Hugh Tilney du Lincolnshire. Sa mère faisait partie d'une famille importante du Lincolnshire. Son frère Philip, fut au service de Thomas Howard, alors comte de Surrey et plus tard duc de Norfolk.
Thomas Howard et son épouse Élisabeth Tilney avaient conclu de brillants mariages pour leurs enfants, les unissant à de puissantes familles anglaises, et s'assurant par la même des liens de parentés qui auraient pu se révéler précieux en cas de besoin.
Élisabeth mourut en 1497. Thomas Howard, désormais libre de se remarier, convola quatre mois plus tard avec Agnès. Une telle union était surprenante : le comte de Surrey se mésalliait en épousant une jeune femme qui lui rapportait une aussi faible dot. Cependant, ce mariage se révéla heureux, ils eurent plusieurs enfants, dont le futur Lord-grand-amiral William Howard, 1er baron Howard d'Effingham.
Le mariage survenait à une époque politiquement prolixe pour Surrey. En effet, en 1499 Henri VII l'avait mandé à sa Cour, et il lui demanda de l'accompagner en France l'année d'après. En 1501, il fut nommé Lord Trésorier au Conseil Privé, et en 1502, il entreprit des négociations avec Ferdinand II d'Aragon et Isabelle Ire de Castille en vue d'unir l'infante Catherine d'Aragon et le prince de Galles Arthur, fils aîné d'Henri. Il y parvint avec succès, et Arthur et Catherine se marièrent, mais leur union connu une fin précoce avec le décès du prince de Galles six mois plus tard. Surrey eut un rôle de premier plan pendant ses funérailles. En 1503, il accompagna en Écosse Margaret Tudor, la fille du roi, où elle devait épouser Jacques IV d'Écosse.

## Duchesse de Norfolk
Henri VII mourut en 1509, laissant le trône à son fils Henri VIII. Agnès vit son époux battre les Écossais à la bataille de Flodden Field, en 1513. Henri avait quitté le royaume pour Calais, et il fut envahi par Jacques IV. Surrey et ses deux fils aînés conduisirent une petite armée jusqu'au nord, où Jacques mourut sur le champ de bataille. Henri VIII récompensa Surrey en lui accordant le titre de duc de Norfolk en 1514, que le père de Surrey, John Howard avait obtenu en combattant pour Richard III pendant la Guerre des Deux-Roses, mais n'avait pu transmettre à ses héritiers à sa mort, en 1485.
Agnès aimait beaucoup son rôle d'hôtesse dans la haute société, qui reflétait le succès de son époux. Elle fut la marraine de la fille aînée d'Henri VIII, la princesse Marie. Elle devint bientôt première dame de la maison de la reine après la sœur du roi, Marie Tudor.
En 1527, le roi commença à chercher un moyen d'obtenir l'annulation de son premier mariage avec Catherine d'Aragon, qui ne lui avait pas encore donné un héritier mâle. Bien que d'abord rebutée par ce plan, Agnès, à présent veuve depuis trois ans, changea d'avis quand elle apprit que la nouvelle reine serait une de ses parentes. Anne Boleyn était en effet la fille de la belle-fille d'Agnès, Elizabeth Boleyn, comtesse du Wiltshire, fille du 2e duc de Norfolk par son premier mariage. Agnès porta la traîne d'Anne à son couronnement, et tint sa fille, la future reine Élisabeth Ire d'Angleterre, sur les fonts baptismaux. La chute d’Anne, exécutée en 1536 pour adultère, ternit la réputation de la famille Howard ; le beau-fils d’Agnès, Thomas Howard, 3e duc de Norfolk, se retira temporairement dans ses terres.

## Ascension et déchéance d’une reine
En 1540, Henry se remaria pour la quatrième fois avec la fille d’un duc allemand protestant, Anne de Clèves. Catherine Howard, fille d’un des plus jeunes beaux-fils d’Agnès, faisait partie des dames d’honneur chargées de l’accueillir. Henry fut assez déçu du physique ingrat de sa nouvelle femme, qu’il qualifia de « jument flamande ». Il fut bientôt attiré par Catherine, et entreprit de demander l’annulation du mariage pour non consommation. Cependant, les avocats d’Anne lui rendirent la tâche ardue, et le mariage ne fut annulé que parce qu’elle ne tenait pas non plus à rester unie à Henry. Le roi lui accorda une généreuse situation, et lui offrit le château d'Hever, l’ancien château des Boleyn, et Richmond Palace. Henry était libre de se marier. Il entreprit alors de courtiser Catherine, qui accepta les avances d’Henry sous l’impulsion d’Agnès et de son beau-fils le duc de Norfolk. Le roi l’appelait affectueusement sa « rose sans épines ».
Norfolk, pour sa part, avait des intérêts politiques dans ce mariage. La Cour, restée principalement catholique, voulait mettre un terme à l’hérésie protestante, implantée dans ses plus hautes sphères par Thomas Cranmer, l’archevêque de Cantorbéry, et le comte d’Hertford. Les catholiques avaient réussi à diminuer l’influence de Thomas Cromwell en lui reprochant le mariage désastreux d’Henry et d’Anne de Clèves, mais ils voulaient la fin de tous ses conseillers protestants. De l’autre côté, Cranmer et Hertford cherchaient un moyen de mettre fin à cette dangereuse union, car il était évident que Catherine était manipulée par Norfolk, la duchesse douairière et les autres catholiques, comme Stephen Gardiner. Cranmer craignait qu’Henry ne soit politiquement influencé par Catherine, fou d’elle comme il l’était. Les catholiques avaient grâce à elle marqué un point décisif dans la guerre de religion qui rampait à la Cour.
Peu après le mariage de Catherine, cependant, son passé attira l’attention de la duchesse douairière. Agnès dirigeait des maisonnées à Lambeth et Horsham, et bien qu’elle n’ait jamais négligé ses relations avec ceux qui vivaient auprès d’elle, elle était accaparée par la gestion de ses maisons et n’avait pas le temps de s’intéresser à leur vie sentimentale. Or, Francis Dereham avait eu des relations sexuelles avec Catherine. Il est possible qu’Agnès elle-même lui ait trouvé une place de secrétaire dans la maison de la nouvelle reine pour le faire taire. Agnès vida les coffres de l’ancien galant et détruisit tout ce qui pouvait se retourner contre Catherine. Mais la sœur d’un ancien membre de la maison de la duchesse, Mary Lascelles, dévoila le passé de la reine à Thomas Cranmer. Catherine fut de plus accusée d’avoir eu un amant alors qu’elle était mariée au roi, Thomas Culpeper, un des plus fidèles courtisans du roi. Le roi la fit condamner à mort par décret, et elle fut exécutée en février 1542, à la Tour de Londres.

## Fin de vie
Un nouveau mariage Howard se terminait scandaleusement. Agnès fut arrêtée et menée à la Tour de Londres, avec les autres membres de sa famille, et tous ceux de la maison de la reine. La Tour de Londres était pleine de prisonniers, et certains avaient même été logés dans les appartements royaux. La duchesse fut libérée en 1543, mais son beau-fils, le duc, ne revint jamais en grâce. Il fut emprisonné en 1546, après que son fils, le comte de Surrey eut représenté le panache royal sur son blason, empiétant sur les prérogatives d’Henry. Surrey fut exécuté, mais Norfolk fut sauvé par la mort d’Henry, qui n’eut pas le temps de signer son arrêt de mort.
Agnès Tilney, duchesse douairière de Norfolk, mourut en mai 1545, et fut enterrée le 31 du mois à Thertford Priory. En novembre, selon ses désirs, ses restes furent ensevelis à Lambeth.

## Descendance
De son époux, Thomas Howard, 2e duc de Norfolk, elle eut : 
- William Howard (vers 1510-1573), 1er baron Howard d’Effigham.
- Lord Thomas Howard (1511-1537).
- Elizabeth Howard (morte 1536). Épouse d’Henry Radclyffe, 2e comte de Sussex, et mère de Thomas Radclyffe, 3e comte de Sussex.
- Catherine Howard (morte 1554). Épouse Henry Daubney, 1er comte de Bridgewater.
- Dorothy Howard. Épouse Edward Stanley, 3e comte de Derby.
- George Howard.
- Agnes Howard.
- Anne Howard. Épouse John de Vere, 14e comte d'Oxford.

- (en) Cet article est partiellement ou en totalité issu de l’article de Wikipédia en anglais intitulé « Agnes Howard, Duchess of Norfolk » (voir la liste des auteurs).